# Gaëlle Godard
Pour les articles homonymes, voir Godard.
Gaëlle Godard (née le 3 juillet 1997) est une femme jockey française connue dans la discipline du trot monté.

## Carrière
Fille de l’entraîneur Jean-Marc Godard, Gaëlle Godard fait ses débuts en compétition en 2013 en trot monté et en 2014 au trot attelé. En mars 2019, l'apprentie intègre l'écurie de Marc Sassier à Parné-sur-Roc.
Elle est la meilleure apprentie de trot monté de l'année 2020, obtenant 29 victoires cette année-là ; c'est la deuxième fois qu'une femme remporte ce titre.
Elle remporte le Prix Patrick-Mottier à Vincennes le 17 février 2021. Le 23 mars 2021, elle passe professionnelle en remportant sa 50e victoire à Enghien au Prix Bernard-Simonard.